# Les Amazones de Guinée
Les Amazones de Guinée sind eine weibliche Musikgruppe aus Guinea, die seit 1961 besteht. Alle 15 Mitglieder der Band sind zugleich Soldatinnen in Guinea.

## Geschichte
Nach der Unabhängigkeit Guineas von Frankreich 1958 kündigte der erste Präsident des Landes, Ahmed Sékou Touré, eine Kulturpolitik der „Authentizität“ an. Im Rahmen der staatlich geförderten Bemühungen um die traditionelle westafrikanische Musik wurde die Formation 1961 als Orchestre Féminin de la Gendarmerie de Guinée gegründet; Verteidigungsminister Fodéba Keïta war ihr Förderer und an der Auswahl der Musikerinnen beteiligt. Später wurden sie in Amazones de Guinée umbenannt, um ihre internationale Anziehungskraft zu erhöhen. Sie erlangten größere internationale Aufmerksamkeit, nachdem sie auf der FESTAC 77 in Lagos neben Stevie Wonder, Sun Ra, Donald Byrd, Gilberto Gil und Miriam Makeba aufgetreten waren.
Unter der Leitung der Bassistin Salematou Diallo verbinden Les Amazones de Guinée Jazz und traditionelle westafrikanische Gitarrenmusik. Bei ihrer Gründung war ihre Musik kubanisch beeinflusst und akustisch, mit Streichern, Bongos und Congas. Im Laufe der 1960er Jahre kamen elektrische Gitarren, Schlagzeug und Bläser hinzu. Ihr erstes Album Au Cœur de Paris nahm die Band 1982 in Paris auf; zur Besetzung gehörten damals auch Sona Diabaté und die Perkussionistin Kade Diallo (die 1983 bei einem Autounfall starb). Ihr zweites Album Wamato erschien 2008 und war drei Monate in den Top Five der World Music Charts Europe. 2024 traten sie beim Internationalen Militärmusikfestival Spasskaya Baschnja auf dem Roten Platz in Moskau auf.